# Gittergraph

Ein Gittergraph mit 11 × 11 Knoten

Ein Gittergraph ist ein planarer Graph, der so in die Ebene gezeichnet werden kann, dass all seine Knoten auf ganzzahligen Punkten in einem kartesischen Koordinatensystem liegen und alle Kanten die Länge 1 haben. Jeder Gittergraph ist ein Einheitsdistanz-Graph.
Meist werden Gittergraphen {\displaystyle G_{n,m}} betrachtet, deren Zeichnung ein rechteckiges {\displaystyle n\times m} Gitter bildet. Diese lassen sich schreiben als
{\displaystyle G_{n,m}:=\left(\{1\dots n\}\times \{1\dots m\},\left\{\left\{(i,j),(i',j')\right\}\mid |i-i'|+|j-j'|=1\right\}\right)}
Anschaulich bedeutet dies, dass die Knotenmenge {\displaystyle \{1\dots n\}\times \{1\dots m\}} von {\displaystyle G_{n,m}} gerade die Punkte mit den ganzzahligen Koordinaten von {\displaystyle 1} bis {\displaystyle n} auf einer Achse und von {\displaystyle 1} bis {\displaystyle m} auf der anderen Achse eines rechtwinkligen Koordinatensystems enthält. Zwei Knoten {\displaystyle (i,j)} und {\displaystyle (i',j')} sind genau dann durch eine Kante {\displaystyle \left\{(i,j),(i',j')\right\}} verbunden, wenn sie den Abstand 1 haben.
Der Gittergraph {\displaystyle G_{2,2}} besteht aus genau vier Knoten und vier Kanten und ist isomorph zum Kreisgraphen {\displaystyle C_{4}}. Die Gittergraphen der Form {\displaystyle G_{2,n}} heißen Leitergraphen.